# Convento de Caloura
El Convento de Caloura (en portugués: Convento da Caloura) es un convento portugués del siglo XVI ubicado en la parroquia civil de Água de Pau, en el municipio de Lagoa, en la isla de São Miguel, en el archipiélago de las Azores.
Según escritos de 1440, de Fray Agostinho de Santa Maria, la construcción de la pequeña capilla de Nossa Senhora da Conceição (Nuestra Señora de la Concepción) fue iniciada por un ermitaño llamado Joanne Anes, en este lugar. 
El 28 de julio de 1515, el rey Manuel elevó el pueblo de Água de Pau a la categoría de ciudad, que consistía en media legua de tierra, anexando el territorio de Vila Franca. 